# Rusquelles
Rusquelles és un mas a uns pocs centenars de metres al sud del nucli de Viladrau (Osona) catalogat a l'Inventari del Patrimoni Arquitectònic de Catalunya.

## Masia
Masia de planta rectangular (15x11) coberta a dues vessants amb el carener paral·lel a la façana situada a tramuntana. Consta de planta i dos pisos. La façana principal presenta un portal rectangular amb arc escarser de gres ros i llinda escripturada (1888 amb xifres romanes), i cinc finestrals amb forjat a la planta, i cinc més al primer pis (segon). Tots els emmarcaments de les obertures són decorats amb estuc. La façana O. presenta a la planta un portal i dues finestres laterals amb forjat, i al primer pis un porxo amb tres pilars de gres vermell motllurats; al segon pis hi trobem tres finestres. La façana S. presenta quatre finestres a la planta, i cinc al primer pis, totes amb els emmarcaments d'estuc; i al segon pis, cinc de gres ros i vermell, una de les quals té una llinda d'estil goticitzant molt bonica, segurament provinent d'una altra construcció. Tot el teulat presenta ràfecs de fusta adornats.

## Masoveria
Masoveria de planta quadrada (11x11) coberta a dos vessants amb el carener paral·lel a la façana de migdia i decorat amb un bonic motiu fet amb teula. Els ràfecs estan guarnits amb teules i rajoletes amb motius de calç. Consta de planta i dos pisos i està parcialment adossada al pendent del terreny. La façana principal presenta un portal rectangular de granit amb els angles en part arrodonits, un arc de descàrrega sobre la llinda i dos finestrals laterals. Al primer pis hi trobem tres finestres amb ampit i carreus motllurats de gres ros i al segon dos grans finestrals i una finestra. La façana O. està adossada a la casa dels amos. La façana N., que dona a peu del primer pis degut al terraplè que aplana el pendent presenta dues finestres de gres groc motllurades i una altra amb forjat modern molt guarnit. Al segon pis hi ha dues finestres de granet i dues de gres motllurades. La façana E. que està unida parcialment al a la cabana on hi ha el corral pel terraplè (part de la planta convertida en garatge) presenta al primer pis dues finestres de gres i una de granet i als segon pis dues finestres una de gres vermell amb llinda datada (1757) i ampit motllurat i una de granet gris.

## Cabana
Cabana de planta rectangular (11x8) adossada al desnivell del terreny i coberta a dos vessants amb carener perpendicular a la façana de migdia. Consta de planta, primer pis i pallissa. La façana principal, la meitat de la qual és de totxana, presenta en el sector O. de la planta un gran portal de totxo amb llinda de bigues de portland i en el sector E. una escala que dona accés a l'era de batre. La façana E., encara a l'era, presenta a la planta dos portals rectangulars pels que s'accedeix a les corts del primer pis, una finestra quadrada amb emmarcaments de totxana i una gran obertura amb un pilar central de totxo dues terceres parts de la qual estan tapiades a amb el mateix material. La façana N. presenta un portal de punt rodó de totxo al sector O i una finestra tapiada a l'E. (aquesta façana està unida al mur que voreja l'era, a la qual s'accedeix per un portal de punt rodó de pedra). La façana O presenta a la planta (en la franja del sector S. entre l'escaire i el garatge del terraplè) dues espieres i una finestra quadrada amb arc de descàrrega de totxo. Cabana d'era de planta rectangular (12x5) coberta a dues vessants amb el carener paral·lel a la façana de migdia. Consta de planta i pallissa i està adossada per la façana N. al pendent del terreny. La façana principal presenta a la planta un portal rectangular i dues finestres rectangulars situades als laterals. Al damunt, la pallissa, tancada amb una barana de fusta, presenta tres pilars de totxo centrals que sostenen les tres encavallades del sostre. La façana E. presenta un portal rectangular amb tres graons i dos finestrals, a l'alçada dels quals hi ha una petita finestra quadrada que dona llum a les corts de la planta. La façana O., parcialment adossada a les escales, presenta un portal rectangular a la planta i una finestra també rectangular a la pallissa.

## Història
Edifici del segle xix relacionat amb l'antic mas Rusquelles que probablement formava part dels 82 masos que existien en el municipi pels volts de 1340, segons consta en els documents de l'època. El trobem registrat en els fogatges de la "Parròquia i terme de Viladrau fogajat a 6 de octubre 1553 per Joan Masmiguell balle com apar en cartes 230", juntament amb altres 32 que continuaven habitats després del període de pestes, on consta un tal "Joan Rosquelles". Els actuals propietaris no mantenen el cognom d'origen.
El mas és documentat el segle xiii i pertanyé al llinatge Rusquelles fins que l'adquirí Joaquim Bofill i Noguer, germà petit de l'hereu del Noguer i pare de Jaume Bofill i Mates. Guerau de Liost hi reuní destacats poetes i intel·lectuals noucentistes, entre ells Josep Carner, Carles Riba, Jaume Bofill i Ferro, Pompeu Fabra i Marià Manent. Molt a prop del mas es troba la font de l'Oreneta, arranjada el 1936, en memòria de Guerau de Liost.

### Hereus del Mas Rusquelles
- Joaquim Bofill i Noguer.
- Jaume Bofill i Mates (1878-1933).
- Jaume Bofill i Bofill (1910-1965).
- Joan Bofill i Soliguer (1947-2015).